# Jonathan Lee
Jonathan Lee (Gran Bretanya, 1981) és un escriptor i editor anglès, considerat una de les noves veus rellevants de la literatura britànica.
Les seves obres Who is Mr Satoshi? (2010) i Joy (2012) van rebre nombrosos elogis de la crítica i van aparèixer a capçaleres com Tin House, Granta i A Public Space.
High Dive (2015), la seva darrera novel·la, va ser publicada en català per Edicions del Periscopi el 2017, amb traducció de Ferran Ràfols, sota el nom d'El gran salt. L'obra fou escollida llibre de l'any per The Guardian, The Observer i The Independent on Sunday. Va ser nominada pel programa Barnes & Noble Discover Great New Writers i pel The New York Times Editor’s Choice, i elegida llibre de l'any als Estats Units per The New York Times, The Wall Street Journal, The Washington Post, The Center for Fiction i San Francisco Chronicle, entre d'altres.
Actualment viu a Brooklyn, on és editor a Catapult, col·labora a la revista Guernica i escriu habitualment a The Paris Review mentre treballa en un nou llibre.